# Helichrysum arenarium
Espèce
Classification APG III (2009)
Helichrysum arenarium, l'Immortelle des sables, est une espèce de plantes à fleurs de la famille des Asteraceae. Elle pousse en Europe et en Russie.

## Description
C'est une plante haute de 15 à 40 cm à odeur marquée.
La tige est dressée, ramifiée, blanche laineuse. Les feuilles sont blanches et tomenteuses sur les deux faces. Les fleurs sont tubulées, jaunes en capitules groupées en corymbe compact.

## Biologie
La floraison a lieu de juillet à octobre.

## Habitats
La plante pousse sur des pelouses sèches sur sable calcaire. Elle est cultivée, parfois adventice.

## Répartition
Européen oriental.

## Synonyme
- Gnaphalium arenarium L.

## Liste de sous-espèces
Selon NCBI (6 juil. 2011) :
- Helichrysum arenarium subsp. arenarium
- Helichrysum arenarium subsp. aucheri